# アビアンカ・ブラジル航空
アビアンカ・ブラジル航空（英語: OceanAir Linhas Aéreas S.A. – Avianca Brasil）は、かつて存在したブラジルの航空会社。アビアンカ航空の子会社であり、サンパウロに本社を置き、ブラジル第4位の規模であった。
2020年のCOVID-19流行により、親会社のアビアンカ航空が経営破綻した際、2020年7月17日に正式に破産した。

## 沿革
- 1998年、会社名を「オーシャンエア（Oceanair Linhas Aéreas）」として設立。
- 2010年、ブランド名を「オーシャンエア」から「アビアンカ・ブラジル」へと変更。ただし、正式名称としては引き続き「オーシャンエア」が使用される。
- 2015年、航空連合のスターアライアンスに加盟する[2][3]。
- 2018年12月、ブラジルの裁判所に破産手続きを申請[4][5]。ただし運航は継続された。
- 2019年6月、運航が停止される。
- 2019年9月、スターアライアンスを脱退する[6][7][8]。

## 就航都市
運航が停止となる2019年6月以前まで、同社が就航していたのは世界5ヶ国の36都市で、そのうちブラジル国内の就航都市は30都市と大部分を占めた。

## 保有機材
2019年6月の時点で、アビアンカ・ブラジル航空は以下の種類の機材を運航していた。現在は全機が、同社のハブであるサンパウロのコンゴーニャス空港にて保管されている。
- フォッカー 100
- エアバスA318-100
- エアバスA319-100

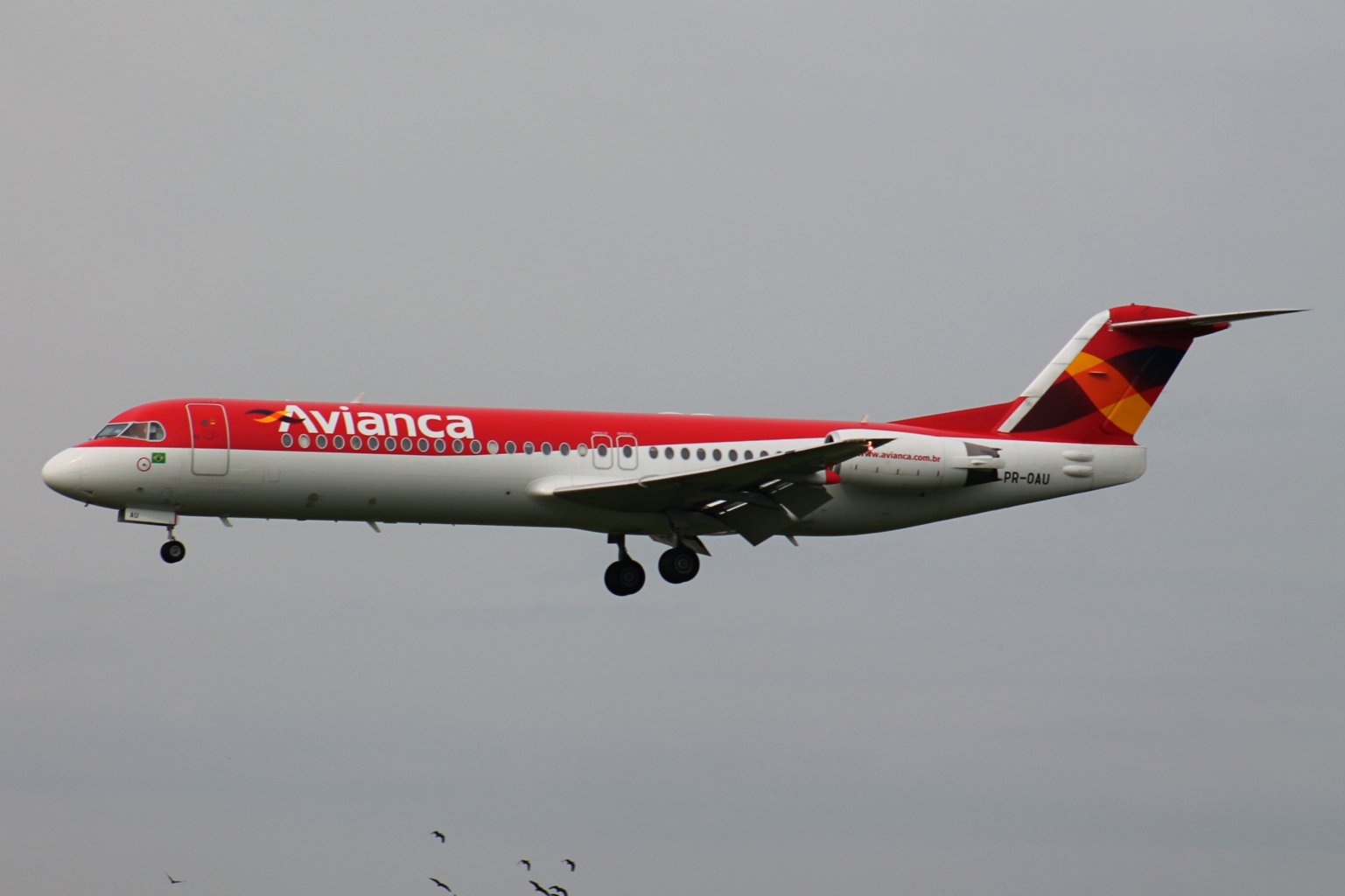
フォッカー100
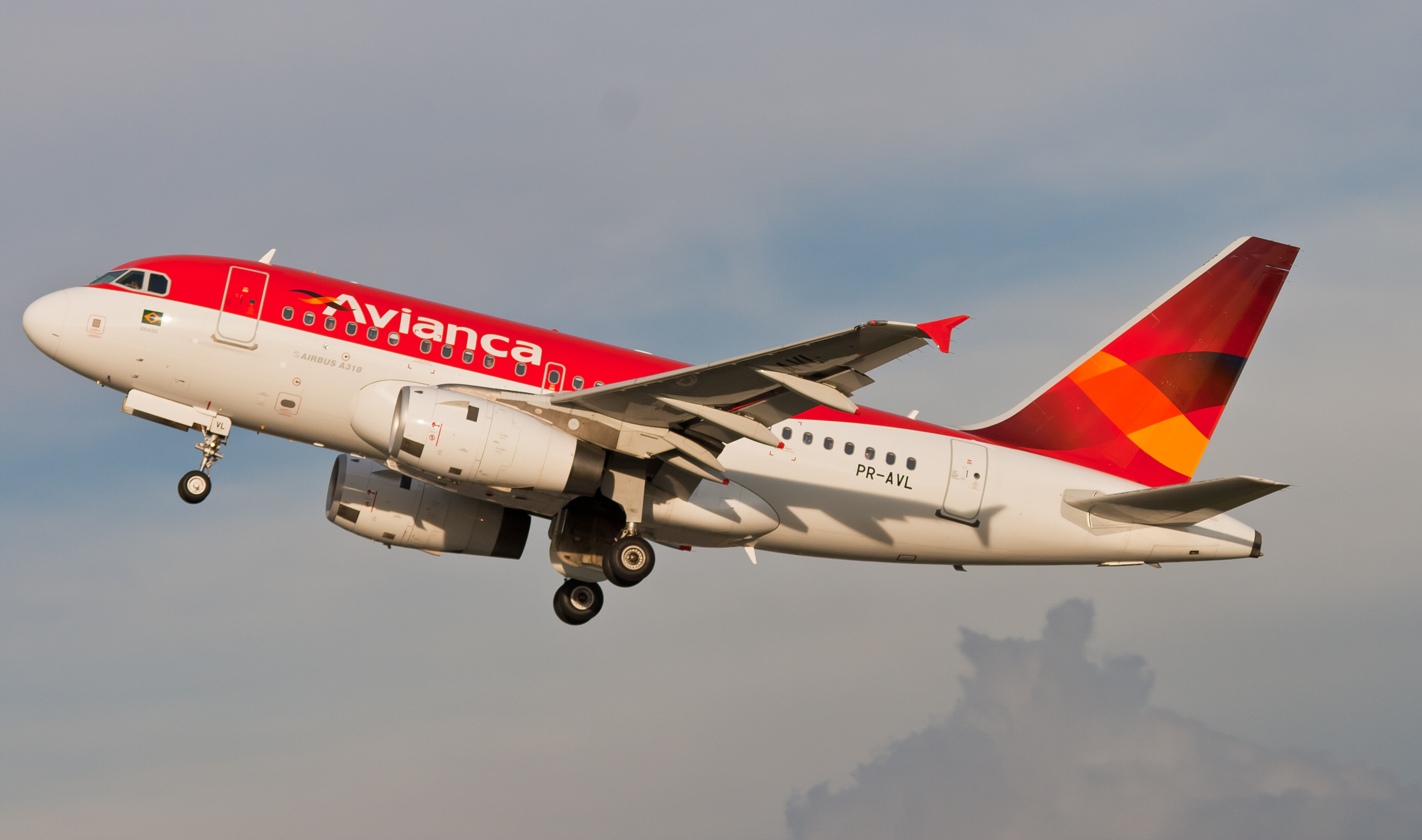
エアバスA318-100
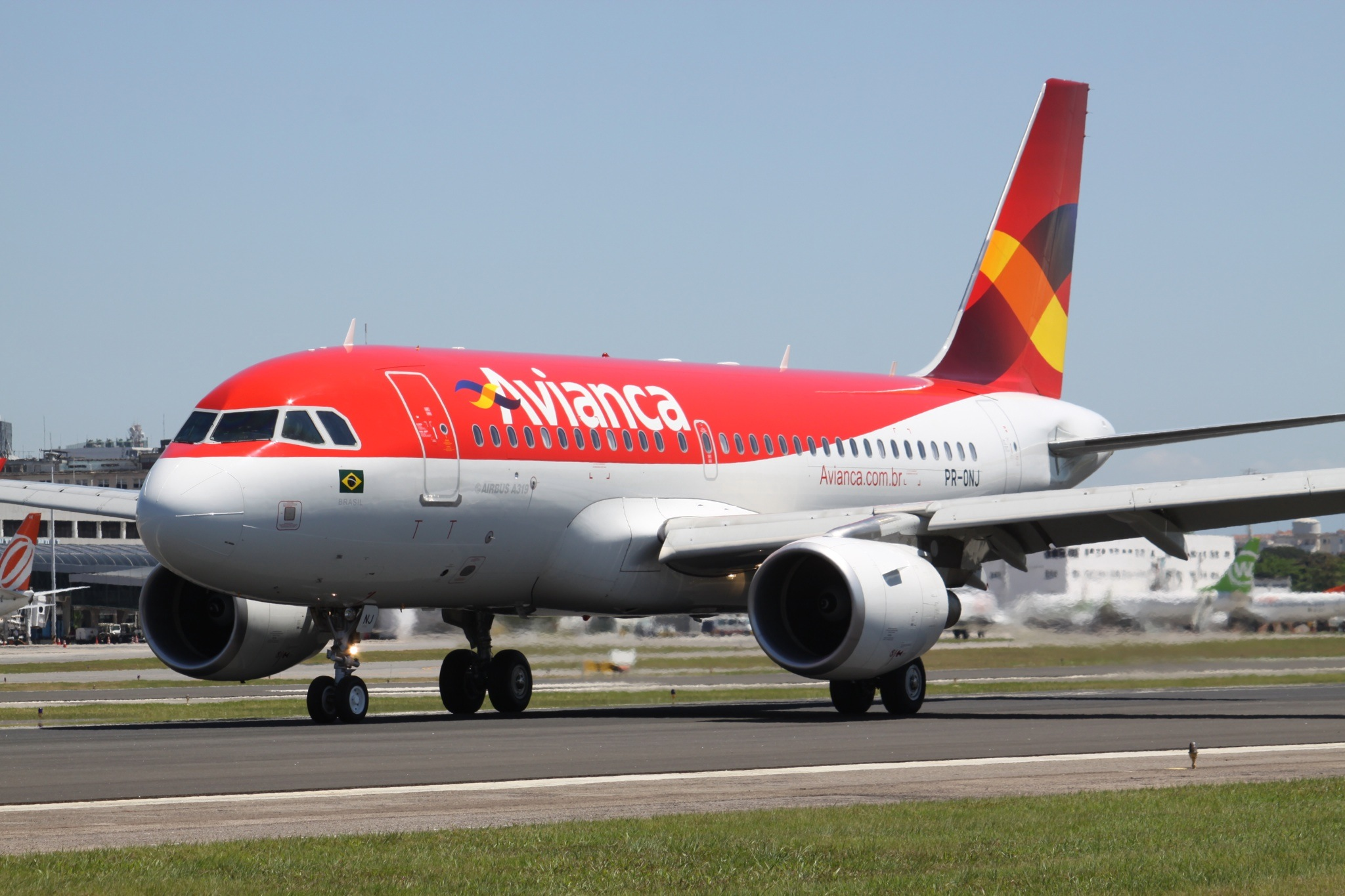
エアバスA319-100

## 過去の機材
2019年6月以前に保有していた機材は下記の通り。

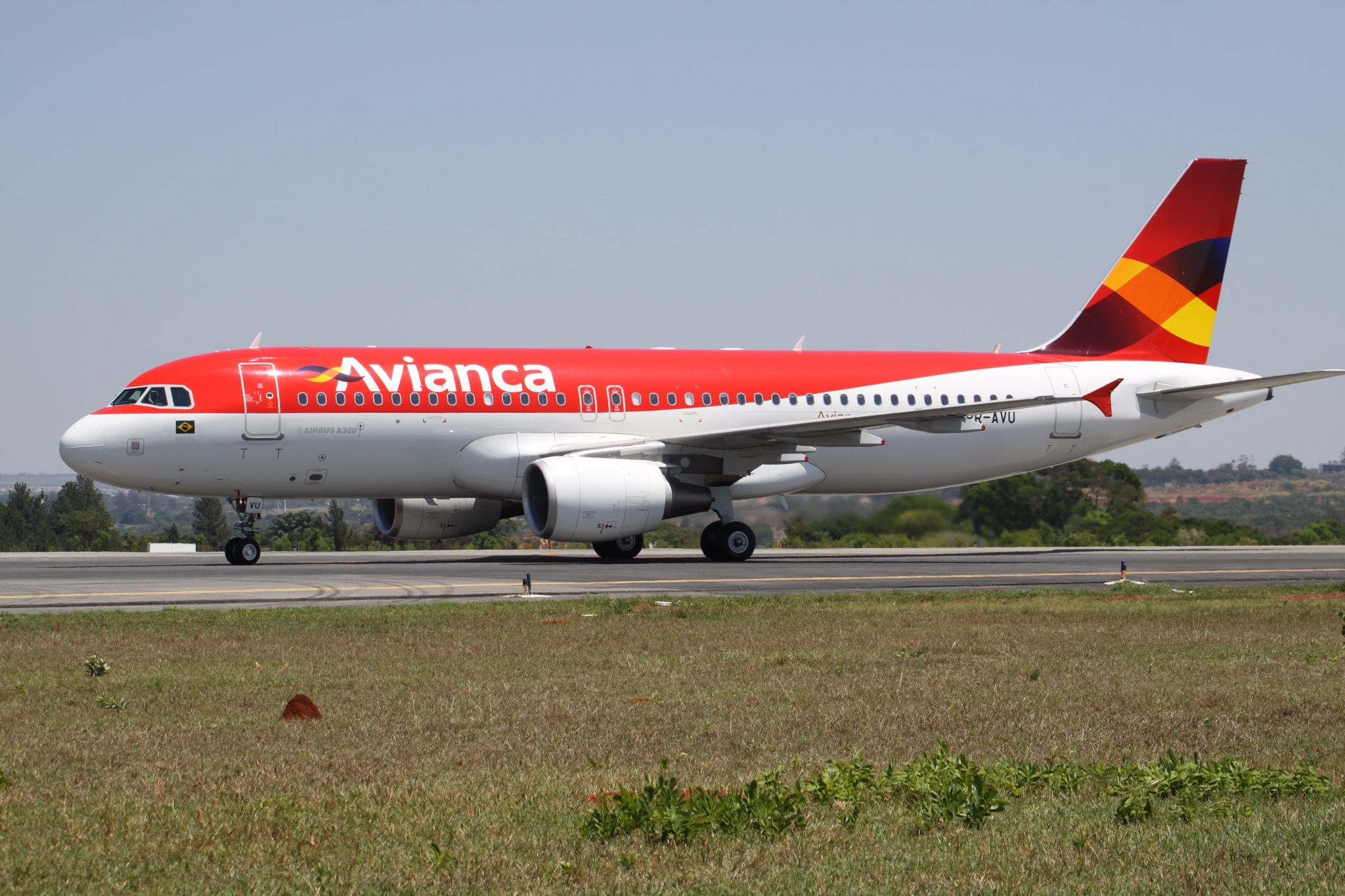
エアバスA320-200
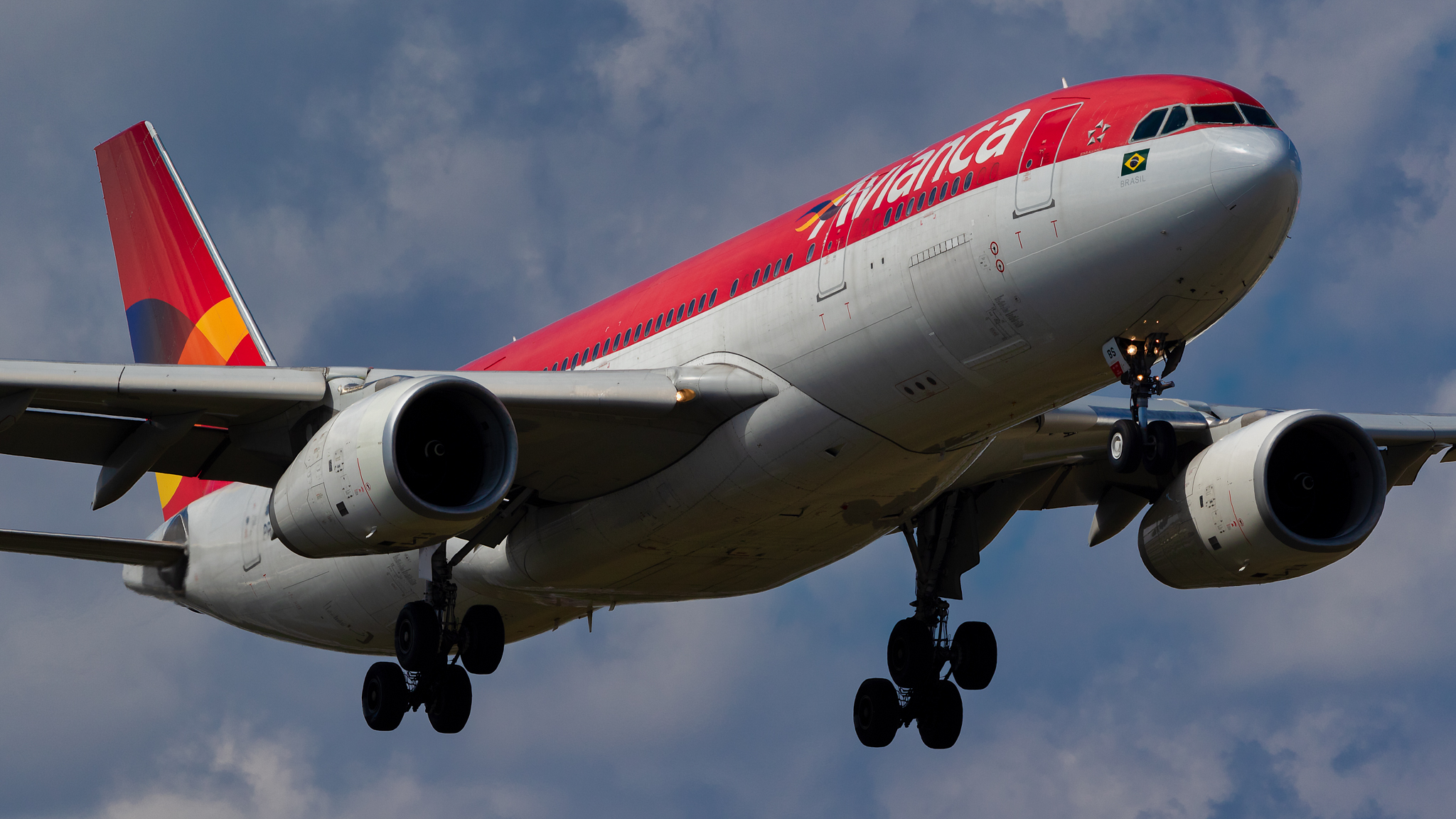
エアバスA330-200
- ボーイング737-300
- ボーイング757-200
- ボーイング767-300
- フィッカー 50
- エンブラエル EMB 120
- リアジェット35
- リアジェット45

- エアバスA320-200
- エアバスA330-200